# کیسیجو
کیسِیجو (ژاپنی: 寄生獣 هپبورن: Kiseijū, به معنی. «جانوران انگلی») یک مجموعه مانگای سینن ژاپنی که توسط هیتوشی ایواکا نوشته و طراحی شده‌است. این سری به تعداد ۱۰ جلد توسط انتشارات کودانشا از نوامبر ۱۹۸۹ تا دسامبر ۱۹۹۴ ابتدا در مجلهٔ مورنینگ اوپن زوکان و سپس در  ماهنامه افترنون به چاپ می‌رسید. همچنین نسخه‌ای دیگر از مجموعه کیسِیجو مجدداً به تعداد ۸ جلد از ژانویه تا ژوئن ۲۰۰۳ به چاپ رسید. بر اساس این مانگا دو فیلم لایو اکشن تهیه گردید که به ترتیب در ۲۹ نوامبر ۲۰۱۴ و ۲۵ آوریل ۲۰۱۵ منتشر شدند. داستان مجموعه در مورد موجوداتی بیگانه است که سعی می‌کنند وارد بدن دیگر جانوران شوند و مغز آن‌ها را تسخیر کنند و معمولاً از هم نوع میزبانشان تغذیه می‌کنند.
یک مجموعه تلویزیونی انیمه ۲۴ قسمتی نیز با عنوان کیسِیجو: سه نو کاکوریتسو (به ژاپنی: 寄生獣 セイの格率 Kiseijū Sei no Kakuritsu) توسط استودیو مدهاوس بر پایه نسخه مانگا دستمایه اقتباس قرار گرفت که پخش آن از ۸ اکتبر ۲۰۱۴ تا ۲۵ مارس ۲۰۱۵ ادامه داشت.

## داستان
داستان در جهانی اتفاق می‌افتد که بیگانه‌های فضایی به نام «انگل» به سیاره زمین آمدند. آن‌ها در تاریکی و سکوت حرکت می‌کردند و علاقه شدیدی به تغذیه از گوشت انسان دارند. این موجودات شبیه به کرم برای بقای خود، شروع به غلبه بر انسان‌ها به‌وسیلهٔ وارد شدن به بدن میزبان از طریق دهان، بینی، گوش یا پوست و سپس اتصال و تغذیه از مغز انسان‌ها شدند. آن‌ها پس از آلوده کردن قربانیان، می‌توانستند پتانسیل فیزیکی میزبانشان را به حداکثر برسانند و همچنین خود را به هر شکلی درآورند به‌طور مثال؛ هیولایی با دندان‌های غول‌پیکر، انواع سلاح‌های برنده به جای دست یا شبیه به موجودی شیطانی دارای بال. اما اکثر آن‌ها ترجیح می‌دادند اهداف کشنده خود را در پشت چهرهٔ انسان‌های معمولی پنهان کنند. این انگل‌ها قادر هستند از طریق سیگنال، همنوعانشان را که در فاصلهٔ محدودی (حداکثر ۳۰۰ متر) قرار دارند حس کنند.
شخصیت اصلی داستان پسری ۱۷ ساله به نام شینیچی ایزومی است که با پدر و مادرش در توکیو زندگی می‌کرد. در شبی، یکی از این موجودات به نام میگی، سعی کرد از طریق گوش وارد بدن شینیچی شود، اما به دلیل اینکه او هدفون بر روی گوش داشت موفق نشد. سپس تلاش کرد با وارد شدن از طریق دستش بر او غلبه کند. در این بین میگی فقط موفق شد به دست راست شینیچی غلبه کند و قادر به کنترل کامل او نشد. در ادامه داستان، شینیچی و میگی یادگرفتند که چگونه با یکدیگر همزیستی کنند، و با کمک هم به نبردی علیه بیگانگانی پرداختند که انسان‌ها را فقط به چشم غذا می‌دیدند.

## شخصیت‌های اصلی
- شینیچی ایزومی (به ژاپنی: 泉 新一 Izumi Shin'ichi)

صداگذاری شده توسط: نوبوناگا شیمازاکی (ژاپنی); آدام گیبز (انگلیسی)
شخصیت اصلی داستان، پسری دبیرستانی که دست راستش به انگلی بیگانه آلوده شده‌است. شینیچی بارها در موقعیت‌های دشواری قرار می‌گیرد، اما او باید راهی مسالمت‌آمیز برای همزیستی با میگی (انگلی که کنترل دستش را به عهده گرفته‌است) پیدا کند. او همانند یک ابرقهرمان با هویت مخفی، باید راهی برای توضیح فعالیت‌های مبارزه‌ای انگلی، و همچنین استرس و رنجی که او، دوستان و خانواده‌اش متحمل می‌شوند پیدا کند.
- میگی (به ژاپنی: ミギー Migī)

صداگذاری شده توسط: آیا هیرانو (صدا)، رینکا (جلوه‌های صوتی) (ژاپنی); بریتنی کاربوفسکی (انگلیسی)
انگلی است که در دست راست شینیچی زندگی می‌کند. نام او برگرفته از کلمه ژاپنی «راست» (右 migi) است. بر خلاف دیگر انگل‌ها، میگی هیچ میل و انگیزه‌ای برای کشتن انسان‌ها به منظور تغذیه ندارد، و انرژی لازم را از مواد غذایی که شینیچی می‌خورد بدست می‌آورد. او همانند انگل‌های دیگر، فاقد احساسات و عواطف می‌باشد و هدف اصلی او تنها بقا است و با هر کس که تهدیدی برای زندگی او و میزبانش شینیچی به‌شمار رود، برخورد (در برخی موارد سعی در کشتن) خواهد کرد. میگی به واسطه پدیده فیزیولوژی که داشت مجبور بود در طول مدت ۲۴ ساعت روز، چهار ساعت بخوابد و در طی این زمان کاری از دست او برنمی‌آمد.
در نسخه توکیوپاپ مجموعه مانگا، که تصاویر به صورت افقی نمایش داده می‌شوند، انگل دست چپ شینیچی را تحت کنترل خود قرار داد که بر این اساس هم «لفتی» نام گرفت.
- ساتومی مورانو (به ژاپنی: 村野 里美 Murano Satomi)

صداگذاری شده توسط: کانا هانازاوا (ژاپنی); لوسی کریستیان (انگلیسی)
بهترین دوست و همراه شینیچی است. او دختری جوان، متفکر، مهربان و نازک‌دل است که بسیار به دوستانش اهمیت می‌دهد. با جلوتر رفتن داستان مجموعه، رابطه‌ای عاشقانه میان شینیچی و مورانو ایجاد می‌شود.
- کانا کیمیشیما (به ژاپنی: 君嶋 加奈 Kimishima Kana)

صداگذاری شده توسط: میوکی ساواشیرو (ژاپنی); مگی فلکنو (انگلیسی)
کانا دختری سرکش بود که به شینیچی علاقه پیدا کرد. او به دلیل شخصیت حساسش، و به دلیل اینکه می‌توانست چیزی متفاوت دربارهٔ شینیچی حس کند به او وابسته شد. در واقع کانا دارای توانایی فراطبیعی و غیرقابل توضیحی بود که توسط آن می‌توانست حضور انگل‌ها را احساس کند.